# Daeodon
A Daeodon az emlősök (Mammalia) osztályának párosujjú patások (Artiodactyla) rendjébe, ezen belül a fosszilis Entelodontidae családjába tartozó nem.

## Tudnivalók
A Daeodon (korábban Dinohyus, jelentése: „szörnyű disznó”), az Entelodontidae-k között a legnagyobb volt. Észak-Amerikában élt körülbelül 29-19 millió évvel ezelőtt.
Az állat marmagassága 177 centiméter, a koponyahossza pedig 90 centiméter lehetett. A Daeodon hasonlított egy óriás, szörnyszerű disznóhoz vagy varacskosdisznóhoz. Hatalmas állkapcsából nagy agyarak álltak ki, pofacsontja pedig kiemelkedett. Az állatot az Agate Springs Quarry nevű lelőhelynél találták meg. Maradványai arra utalnak, hogy az állat egyaránt dögevő, de vadász is volt. Koponyáján és alsó állkapcsán csontos kinövések voltak, olyanok, mint a mai varacskosdisznónál. Ezek a kinövések tartották az erős izmokat.

## Rendszerezés
A nembe az alábbi 1-2 faj tartozik:
- Daeodon shoshonensis Cope, 1878 - típusfaj
- ?Daeodon humerosum Cope, 1879 - szinonimája: Boochoerus humerosum

## Képek

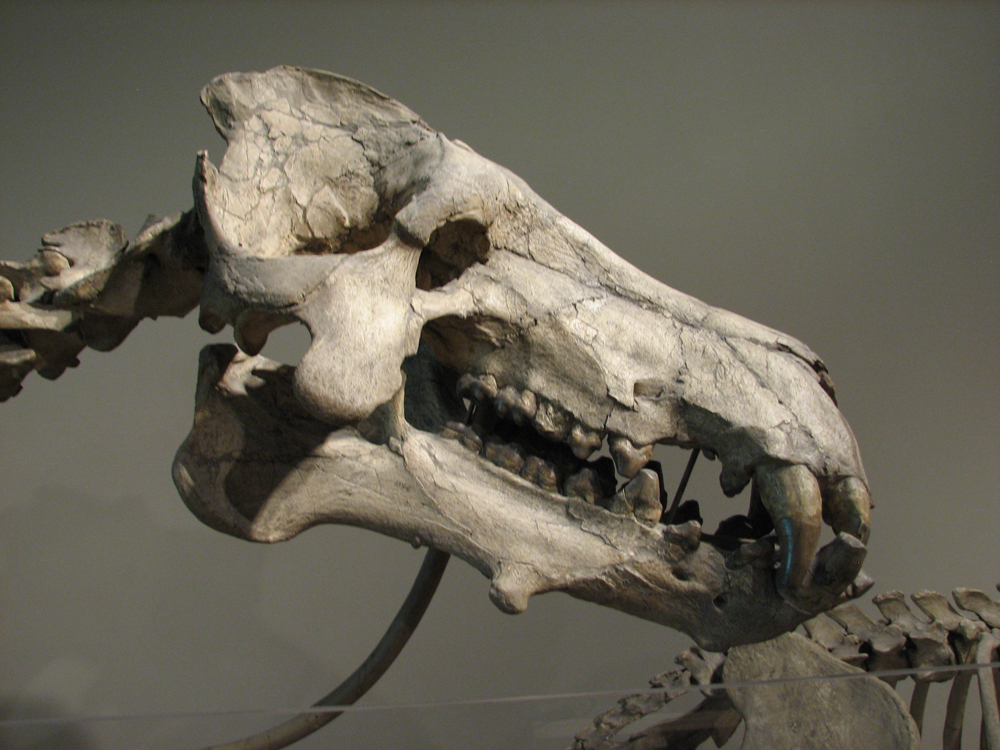
A Daeodon koponyája közelről
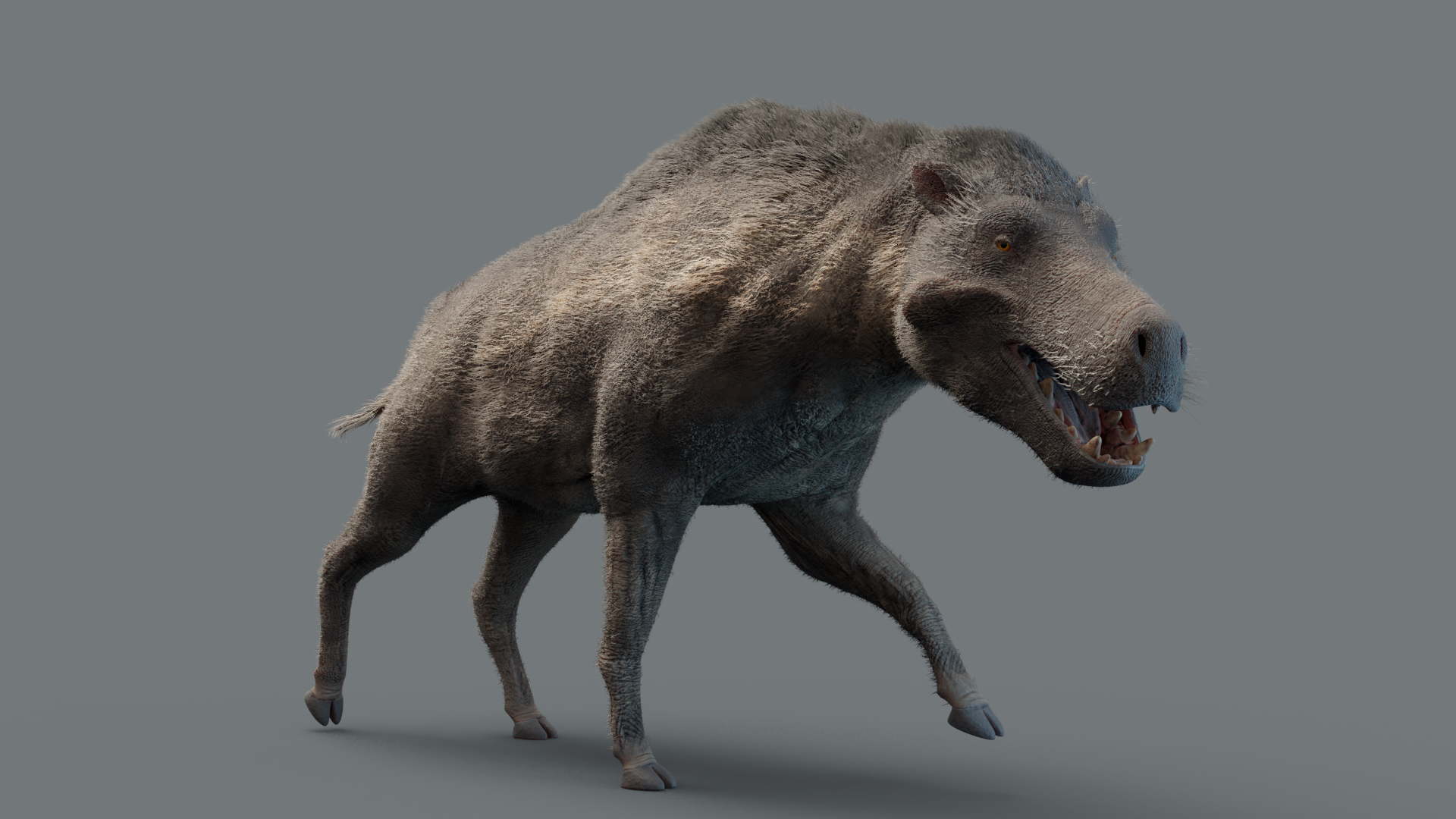
A Daeodon shoshonensis rekonstrukciója
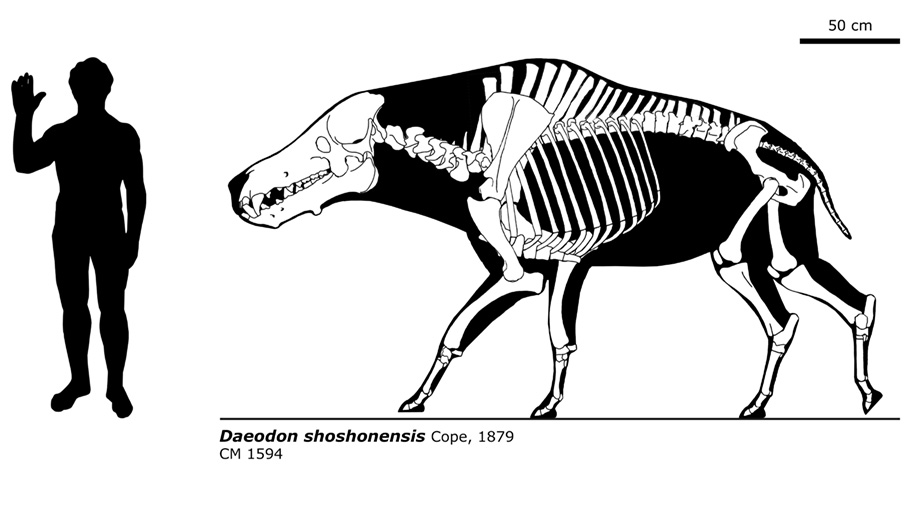
A Daeodon shoshonensis mérete az emberhez viszonyítva

### Fordítás
- Ez a szócikk részben vagy egészben  a   Daeodon című angol Wikipédia-szócikk ezen változatának fordításán alapul.  Az eredeti cikk szerkesztőit annak laptörténete sorolja fel. Ez a jelzés csupán a megfogalmazás eredetét és a szerzői jogokat jelzi, nem szolgál a cikkben szereplő információk forrásmegjelöléseként.